# Capheris fitzsimonsi
Capheris fitzsimonsi là một loài nhện trong họ Zodariidae. Loài này phân bố ở Zimbabwe.
Loài này thuộc chi Capheris. Capheris fitzsimonsi được George Newbold Lawrence miêu tả năm 1936.